# Ludwig Gebhard von Hoym (1631–1711)
Ludwig Gebhard von Hoym (ur. 17 listopada 1631 w Droyßig; zm. 2 stycznia 1711 tamże) – królewsko-polski i elektorsko-saski rzeczywisty tajny radca, minister saski.
Pochodził z anhalckiego rodu von Hoym. Z wyznania był ewangelikiem. Był czterokrotnie żonaty i miał kilkanaścioro dzieci. Jego synami byli m.in.:
- Adolf Magnus Hoym – królewsko-polski i elektorsko-saski rzeczywisty tajny radca
- Carl Siegfried von Hoym – królewsko-polski i elektorsko-saski tajny radca, radca dworu i szambelan
- Ludwig Gebhard von Hoym – królewsko-polski i elektorsko-saski rzeczywisty tajny radca
- Karl Heinrich von Hoym – królewsko-polski i elektorsko-saski dyplomata i minister